# Euseius guangxiensis
Euseius guangxiensis är en spindeldjursart som först beskrevs av Wu 1982.  Euseius guangxiensis ingår i släktet Euseius och familjen Phytoseiidae. Inga underarter finns listade i Catalogue of Life.